# Lehre vom Vorrang der Leistungsbeziehung
Die Lehre vom Vorrang der Leistungsbeziehung (fälschlicherweise oftmals bezeichnet als „Vorrang der Leistungskondiktion“) ist eine Lehre im Bereicherungsrecht. Sie besagt, dass in einem bereicherungsrechtlichen Dreipersonenverhältnis eine Direktkondiktion aus Nichtleistungskondiktion gegen den Bereicherten im Grundsatz nicht möglich ist. Die Bereicherung ist vorrangig entlang der Leistungskette („über das Dreieck“) abzuwickeln. Eine Nichtleistungskondiktion ist nach dieser Theorie im Grundsatz nur dann möglich, wenn der Gegenstand dem Bereicherten von niemandem durch Leistung zugewendet worden ist, oder entsprechend den ausdrücklichen gesetzlichen Ausnahmen (§ 816 Abs. 1 Satz 2 und § 822 BGB) ihm unentgeltlich zugewendet wurde. Diese Lösung bereicherungsrechtlicher Mehrpersonenverhältnisse wird auch als Subsidiaritätsmodell bezeichnet.